# 得能正太郎
得能 正太郎（とくのう しょうたろう、1985年2月15日 - ）は、日本の漫画家・イラストレーター。男性。血液型O型。アミューズメントメディア総合学院ゲームグラフィックコース卒。

## 来歴・人物
東京都在住。
高校時代に講談社フェーマススクールズの通信教育を受けながら、季刊エスなどの雑誌に絵の投稿を始める。高校3年生の時に多摩美術大学に進学することを考え、1年の浪人期間を挟んで2回受験するが不合格となり、アミューズメントメディア総合学院に進学する。2004年より挿絵・イラストを描き、2006年にゲーム会社に就職したが、2008年に退社してフリーとなる。
その後、同人活動中に声を掛けられ、2009年 - 2012年にワニブックスの月刊雑誌『コミックガム』にて『こもれびの国』を連載。2013年から2021年にかけては芳文社の月刊雑誌『まんがタイムきららキャラット』にて『NEW GAME!』を連載し、アニメ化もされるなどヒット作となった。また、「Vision」というサークルで同人活動も行っている。
『こもれびの国』を連載中にアニメを見始めるようになり、特に気に入っているのはプリキュアシリーズ。作品を描く際には、キャラクターの表情を特に大切にしている。作品に対しての読者を自分自身と仮定し、自分と価値観が合う客層がどこにいるのかは常に考えているという。

## 作品リスト

### 漫画作品

#### 連載
- こもれびの国（『コミックガム』2009年 - 2012年8月号）
- NEW GAME!（『まんがタイムきららキャラット』2013年3月号 - 5月号、7月号 - 2021年10月号[6]）
- IDOL×IDOL STORY!（『COMIC FUZ』2022年8月25日[7] - 連載中）

#### 読み切り
- 那珂のアイドル活動！（『艦隊これくしょん -艦これ- コミックアンソロジー 呉鎮守府編』2013年） - 『艦隊これくしょん -艦これ-』のアンソロジー寄稿作品[8]。
- 『桜Trick』のアンソロジー寄稿作品（原作：タチ、『桜Trick アンソロジーコミック vol.1』2014年）[9]
- 『きんいろモザイク アンソロジーコミック』第2巻（2015年）裏表紙掲載の4コマ漫画[10]

### イラスト
- 箱の中の天国と地獄（著：矢野龍王、講談社ノベルス、2006年）
- 銀月のソルトレージュ（著：枯野瑛、富士見ファンタジア文庫、2006年 - 2008年）
- 左90度に黒の三角（著：矢野龍王、講談社ノベルス、2007年）
- サヴァイヴド ファイブ（著：葛西伸哉、GA文庫、2008年）
- ゴースト・ライト（著：森野一角、一迅社文庫、2009年）
- 謎解キ卍屋-魔術師と闇の民俗学（著：久遠馨、幻狼ファンタジアノベルス、2009年）
- グリモア -俺の脳内彼女日記-（著：卑影ムラサキ、幻狼ファンタジアノベルス、2010年）
- それがどうしたっ（著：赤井紅介、スーパーダッシュ文庫、2010年 - 2011年）
- 乱☆恋 婚約者は16人!?（著：舞阪洸、富士見ファンタジア文庫、2010年 - 2012年）
- ようこそ、フェアリーズ・インへ！（著：小河正岳、電撃文庫、2012年）
- ソード・ワールド2.0リプレイ バウムガルトの迷宮城（著：大井雄紀、監修：北沢慶、富士見ファンタジア文庫、2012年）
- ゆゆ式 ストーリーアンソロジーコミック 1（2013年）[11]
- 『はぢがーる』ドラマCD応援イラスト（2014年）[12]
- ご注文はうさぎですか？ アンソロジーコミック 1（2014年）ゲストイラスト[13]
- バーチャルYouTuber 電脳少女シロ 公式コミックアンソロジー ～ぱいーん☆しよう編～（2018年）カバーイラスト
- 私に天使が舞い降りた!（テレビアニメ、2019年）第7話エンドカード
- 『まちカドまぞく』テレビアニメ化記念応援レター（『まんがタイムきららキャラット』2019年10月号）[14]
- 恋する小惑星（テレビアニメ、2020年）第11話エンドカード

### 書籍

#### 漫画単行本
- 『こもれびの国』、ワニブックス〈ガムコミックス〉2010年 - 2012年、全4巻
- 『NEW GAME!』、芳文社〈まんがタイムKRコミックス〉2014年 - 2021年[6]、全13巻、A5判
  - （完全版）『NEW GAME! -Complete Edition-』2023年[15] - 2025年、全6巻、B5判
- 『IDOL×IDOL STORY!』、芳文社〈芳文社コミックス / FUZコミックス〉2023年[16] - 刊行中、既刊8巻（2025年8月1日現在）

#### 画集
- 『NEW GAME!画集 FAIRIES STORY』芳文社〈まんがタイムKRコミックス〉、2016年9月27日発売[17]、ISBN 978-4-8322-4752-9
- 『NEW GAME!画集 NEXT GAME!!』芳文社〈まんがタイムKRコミックス〉、2021年9月27日発売、ISBN 978-4-8322-7312-2

### その他
- NEW GAME!（テレビアニメ、2016年）第9話の脚本
- NEW GAME!!（テレビアニメ、2017年）第5話の脚本
- きららファンタジア（ゲーム、2017年）キャラクターデザイン、シナリオ、監修
- ちょこ☆まかろん（バーチャルYouTuberユニット、2019年）キャラクターデザイン[18]
- ひげこれ！ HIGE DRIVER BEST in KADOKAWA ANISON（ヒゲドライバーのアルバム、2020年）ジャケットイラスト[19]
- きんいろモザイクThank you!!（劇場アニメ、2021年）応援コメント[20]